# 4537 Valgrirasp
A 4537 Valgrirasp (ideiglenes jelöléssel 1987 RR3) a Naprendszer kisbolygóövében található aszteroida. Ljudmila Ivanovna Csernih fedezte fel 1987. szeptember 2-án.